# Bennett Range
Bennett Range är ett berg i Kanada.   Det ligger i British Columbia och Yukon, i den västra delen av landet, 4 100 km väster om huvudstaden Ottawa. Toppen på Bennett Range är 1 778 meter över havet, eller 81 meter över den omgivande terrängen. Bredden vid basen är 0,85 km. Bennett Range ligger vid sjön Bennett Lake.
Terrängen runt Bennett Range är huvudsakligen bergig, men åt sydväst är den kuperad. Trakten runt Bennett Range är nära nog obefolkad, med mindre än två invånare per kvadratkilometer..